# Stadtarchiv Blieskastel
Das Stadtarchiv Blieskastel wurde 1991 als Archiv der Stadt Blieskastel gegründet und ist seit 2006 als eigenständiges Sachgebiet dem Fachbereich 3: Bürgerdienste zugeordnet. Rechtliche Grundlagen sind das Saarländische Archivgesetz vom 23. September 1992 sowie die Archivsatzung der Stadt Blieskastel vom 31. Mai 2000.

## Bestände
Über die archivwürdigen Unterlagen der Stadtverwaltung Blieskastel hinaus, verwahrt das Stadtarchiv auch das Archivgut der 1974 eingemeindeten Orte Blieskastel-Mitte mit Alschbach und Lautzkirchen, Altheim und Pinningen, Aßweiler, Ballweiler und Wecklingen, Bierbach an der Blies, Biesingen, Blickweiler, Böckweiler, Breitfurt, Brenschelbach und Riesweiler, Mimbach, Niederwürzbach und Seelbach, Webenheim und Wolfersheim. Trotz zahlreicher Überlieferungsverluste, die auf kriegerische Ereignisse, Hochwasser und Aktenvernichtungen zurückzuführen sind, weisen die Bestände einen Umfang von rund 600 laufenden Regalmetern auf, die auf gut 200 m² untergebracht sind. Hierunter befinden sich städtische Akten (v. a. Rechnungsüberlieferungen) seit 1770, Ratsprotokolle seit 1820, Bannbücher seit 1777, Kirchenbücher und Personenstandsunterlagen seit dem 17. Jahrhundert sowie umfangreiche Sammlungen von ca. 750 historischen Karten seit 1569 und ca. 3000 historischen Plakaten seit 1848. Die Zeitungsausschnittsammlung wird durch die Sammlung lokaler Zeitungen ergänzt. Darüber hinaus sind rund 150 Akten und Urkunden aus dem Archiv der bis 1793 in Blieskastel residierenden Grafen von der Leyen überliefert, darunter u. a. eine Bulle von Papst Alexander VII. vom 7. September 1662 zur Belehnung der Grafenfamilie mit dem kurtrierischen Amt Blieskastel.
Die Gemäldesammlung mit ihren rund 200 Einheiten ist ebenso wie die 110 Stücke umfassende Uhrensammlung (17.–20. Jahrhundert), welche im Blieskasteler Uhrenmuseum – la pendule zugänglich sind, sowie das Grenzsteinarchiv des Historischen Vereins Blieskastel als Besonderheit anzusprechen. Die Dienstbibliothek beinhaltet rund 5000 Medien mit 40 wissenschaftlichen und lokalen Zeitschriften.

## Magazine
Das Archiv hat seinen Sitz im ehemaligen Amtsgericht (Haus der Bürger), wo neben der Archivbibliothek auch die Foto-, Plakat- und Kartensammlung untergebracht sind. Die Aktenüberlieferung ist im Untergeschoss der Grundschule Blieskastel-Mitte magaziniert.